# بیمارستان امام علی (کازرون)
بیمارستان امام علی بیمارستانی است آموزشی درمانی واقع در شهر کازرون، استان فارس وابسته به دانشگاه آزاد اسلامی واحد کازرون با ظرفیت ۱۱۲ تخت مصوب. عملیات ساخت این بیمارستان سال ۱۳۸۸ با زیربنای حدود ۱۴ هزار متر مربع آغاز شد و در خرداد ماه سال ۱۴۰۱ به بهره برداری رسید.
این بیمارستان دارای بخش‌های داخلی، اطفال، زنان و زایمان، اتاق عمل، CCU، آی‌سی‌یو، آزمایشگاه تخصصی، رادیولوژی، فیزیوتراپی، درمانگاه و اورژانس است.